# Olle Eriksson (1916–1994)
Olle Karl Arvid Eriksson, född 19 januari 1916 i Stockholm, död 11 april 1994 i Råsunda, Solna, var en svensk konstnär.
Han var son till köpmannen Arvid Karl Elias Eriksson och Märta Lovisa Norgren. Eriksson studerade för Isaac Grünewald på Konstakademien i Stockholm 1934-1938 samt under studieresor till Frankrike, Nederländerna och Belgien. Separat ställde han ut i Stockholm, Göteborg, Malmö och Falun samt medverkade i ett stort antal samlingsutställningar. Hans konst består av schwungfulla blomsterstycken, realistiska stadsbilder och landskapsmålningar från Skåne och Göteborgstrakten.